# Bernhard Heilig
Bernhard Heilig, auch Bernard Heilig (* 21. September 1902 in Proßnitz, Österreich-Ungarn; † 28. Juni 1943 im Ghetto Lodz/Litzmannstadt) war ein deutsch-tschechischer Ökonom und Historiker.

## Leben
Bernhard Heilig besuchte nach dem Abitur 1920 ein Jahr die tschechische Handelsakademie, arbeitete bis 1923 in der Wirtschaft und studierte in Nürnberg und Basel Nationalökonomie, wo er 1927 promovierte. Danach arbeitete er freiberuflich als wissenschaftlicher Schriftsteller in Paris und Wien und verließ schließlich Österreich.  Vor der Zerschlagung der Tschechoslowakei war er Mitarbeiter mehrerer Zeitungen und Zeitschriften. Unter anderem in der Prager Selbstwehr veröffentlichte er seine wirtschaftshistorischen Kommentare. Er widmete sich in seinen zahlreichen Untersuchungen der Wirtschaftsgeschichte der Juden Westeuropas, vor allem aber der Entstehung der Textilindustrie Mährens.
Am 21. Oktober 1941 wurde er mit seiner Frau Vera aus Prag in das Ghetto Lodz/Litzmannstadt deportiert. Dort fand er im Februar Einstellung in der Statistischen Abteilung des Archivs und verfasste unter anderem Die Chronik des Gettos Lodz/Litzmannstadt und die „Enzyklopädie“ mit.
Heilig erkrankte 1943 an Tuberkulose und verstarb im selben Jahr. Er wurde auf dem Friedhof im Stadtteil Marysin beigesetzt.
Die Quellenlage zu Bernhard Heilig ist im Vergleich zu der von den anderen deutschen Redakteuren der „Getto-Chronik“ wie Oskar Rosenfeld oder Oskar Singer  knapper. Auch ist das Werk des Autors  nicht erforscht.

## Schriften
- „Aktuelles aus der Geschichte des Hauses Ehrenstamm. 1752–1852.“, in: „Zeitschrift des deutschen Vereines für die Geschichte Mährens und Schlesiens“ Brünn, Jg. 36 (1934), S. 9–28.
- „Die ersten sieben Monate in Litzmannstadt-Getto“, in: „Die Chronik des Gettos Lodz/Litzmannstadt“, 5. Bde., hrsg. von Sascha Feuchert, Erwin Leibfried und Jörg Riecke, Göttingen: Wallstein, 2007, Bd. 5: „Supplemente“, S. 9–19.
- „Zur Geschichte der Juden in Mähren.“, in: Beiblatt der „Selbstwehr“, Jg. 28 (1934) H. 46. (16. November 1934) „Blätter für die jüdische Frau“, Jg. 8, H. 14 (16. November 1934), S. 9f.
- „Literarische Anzeigen: Dr. Jan Kühndel, Vývoj olomouckých řemesklnických cechů do začátku 17. stol.“, in: „Zeitschrift des deutschen Vereines für die Geschichte Mährens und Schlesiens“ Brünn, Jg. 31 (1929), S. 168f.
- „Literarische Anzeigen. Dr. Kühndel, Právovárečné měšťanstvo v Prostějové.“, in: * „Zeitschrift des deutschen Vereines für die Geschichte Mährens und Schlesiens“ Brünn, Jg. 33 (1931), S. 174–177.
- „Eine mährische Stadt und ihr Ghetto.“, in: „Zeitschrift des deutschen Vereines für die Geschichte Mährens und Schlesiens“ Brünn, Jg. 34 (1932), S. 117–126.
- „Der sozialökonomische Rückschritt in der modernen Heimarbeit. Auf Grund von Erhebungen im Konfektionszentrum Prossnitz. Inaugural-Dissertation zur Erlangung der Würde eines Doktors der Staatswissenschaften vorgelegt der philologisch-historischen Abteilung der philosophischen Fakultät der Universität Basel.“ [Phil. Diss. masch.], Prag, 1936.
- „Urkundliches zur Wirtschaftsgeschichte der Juden in Prossnitz“, Brünn: Jüdischer Buch- und Kunstverlag, 1929.
- „Die Vorläufer der mährischen Konfektionsindustrie in ihrem Kampf mit den Zünften.“, in:  „Jahrbuch der Gesellschaft für Geschichte der Juden in der Čechoslovakischen  Republik“ Prag, Jg. 1 (1929), S. 307–448.
- „Die Vorläufer der mährischen Konfektionsindustrie.“, in: „Zeitschrift des deutschen Vereines für die Geschichte Mährens und Schlesiens“ Brünn, Jg. 33 (1931), S. 177–178.
- „Ziele und Wege einer Wirtschaftsgeschichte der Juden in der Tschechoslowakischen Republik. Eine kritisch-programmatische Untersuchung von Dr. Bernhard Heilig.“, in: „Jahrbuch der Gesellschaft für Geschichte der Juden in der Čechoslovakischen Republik“ Prag, Jg. 4 (1932), S. 7–62.
- „Zur Entstehung der Proßnitzer Konfektionsindustrie. Mit 1 Karte.“, in: „Zeitschrift des deutschen Vereines für die Geschichte Mährens und Schlesiens“ Brünn, Jg. 31 (1929), S. 14–35.